# Morze Jońskie

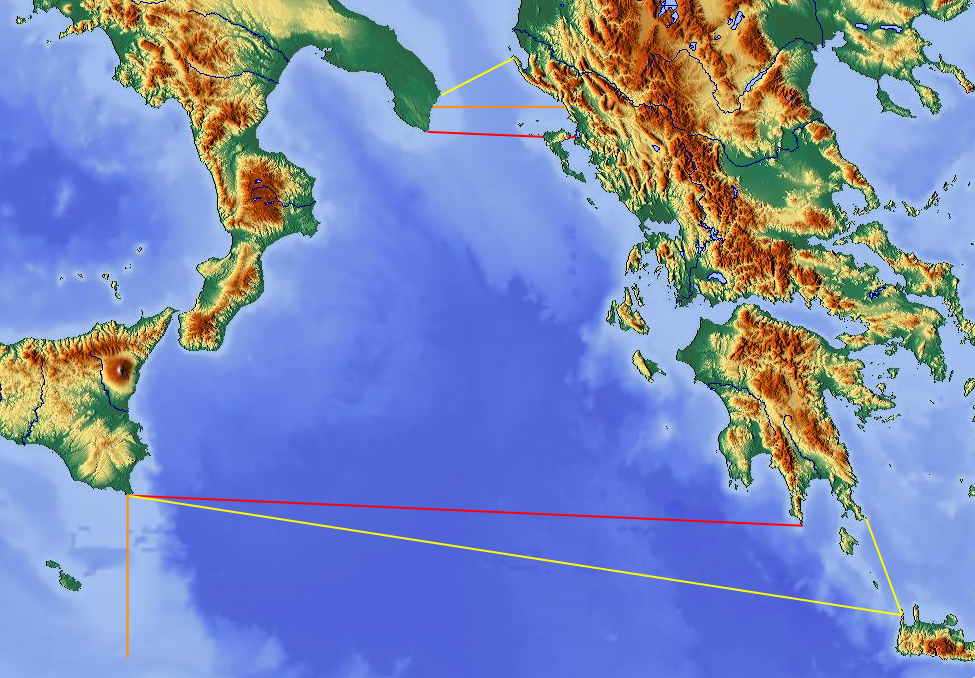
Umowne granice Morza Jońskiego

Morze Jońskie (starogr. Ιόνιος Πόντος, łac. Mare Ionium, gr. Ιόνιο Πέλαγος, wł. Mar Ionio, alb. Deti Jon) – część Morza Śródziemnego między południowo-zachodnim wybrzeżem Półwyspu Bałkańskiego (Grecja i południowa Albania) a południowo-wschodnim wybrzeżem Półwyspu Apenińskiego oraz Sycylią (Włochy).

## Granice
Od północy Morze Jońskie łączy się z Morzem Adriatyckim poprzez Cieśninę Otranto. Granicą jest linia pomiędzy Butrintem w Albanii, poprzez północne wybrzeża Korfu, do przylądka Santa Maria di Leuca we Włoszech.
Wschodnią granicę tworzy wybrzeże Albanii i Grecji – od miejscowości Butrint na północy, po przylądek Matapan na Półwyspie Peloponeskim. Na Przesmyku Korynckim łączy się poprzez Kanał Koryncki z Morzem Egejskim.
Na południu granica jest umowna – wzdłuż linii łączącej przylądek Passero (Sycylia) z przylądkiem Matapan (Peloponez).
Zachodnią granicę tworzy wybrzeże Włoch i Sycylii – od Santa Maria di Leuca do przylądka Passero z połączeniem z Morzem Tyrreńskim poprzez Cieśninę Mesyńską.

## Charakterystyka
Morze Jońskie posiada dobrze rozwiniętą linię brzegową oraz liczne zatoki. Największe to: Tarencka, Squillace (zachodnia część), Ambrakijska, Patraska, Koryncka, Kiparysyjska, Meseńska (część wschodnia). We wschodniej części morza znajduje się archipelag Wysp Jońskich. Wysokość pływów na Morzu Jońskim sięga 40 centymetrów. Maksymalna głębokość Morza Jońskiego wynosi 5121 metrów.
Na wodach Morza Jońskiego prowadzi się połowy sardynki, szprota, sardeli, makreli, tuńczyka, głowacza, kalmarów oraz małży. To również ważny region turystyczny. Wzdłuż wybrzeży rozwinęły się liczne kąpieliska i miejscowości wypoczynkowe.

## Porty
Duże porty morskie:
- Włochy: Tarent, Katania, Syrakuzy
- Grecja: Patras, Korfu